# Gama-Nonalakton
gama-Nonalakton je hemijsko jedinjenje prisutno u burbonskom viskiju.